# هوخشتتن
هوخشتتن (به آلمانی: Hochstätten) یک شهر در آلمان است که در باد کرویتسناخ واقع شده است.